# Vincent Gray
Vincent Condol Gray (Washington, 8 novembre 1942) è un politico statunitense, esponente del Partito Democratico e sindaco di Washington dal 2011 al 2015.

## Biografia
Laureatosi alla Dunbar High School di Washington, diventa Bachelor of Arts in psicologia alla George Washington University. Ha cominciato la carriera politica nel 1991, quando l'allora sindaco Sharon Pratt lo ha promosso a direttore del Dipartimento dei Servizi Umani del Distretto di Columbia.

## Vita privata
Gray ha due figli, Jonice Gray Tucker e Vincent Carlos Gray, e due nipoti: Austin Gray Tucker e Jillian Gray Tucker. La moglie Loretta è morta nel luglio 1998. Gray è di religione cattolica.